# Ria de Bilbau

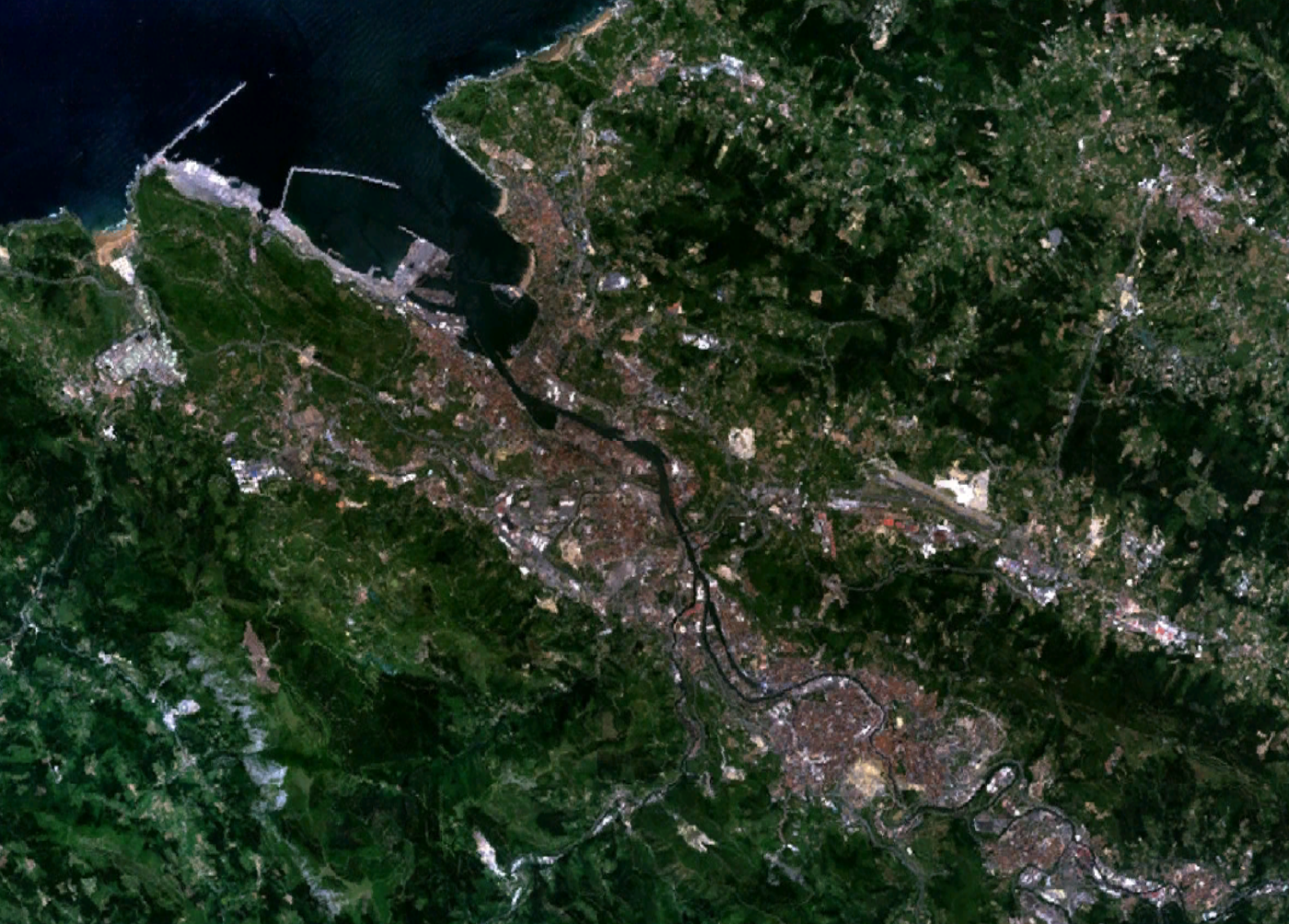
Vista satelital da ria.

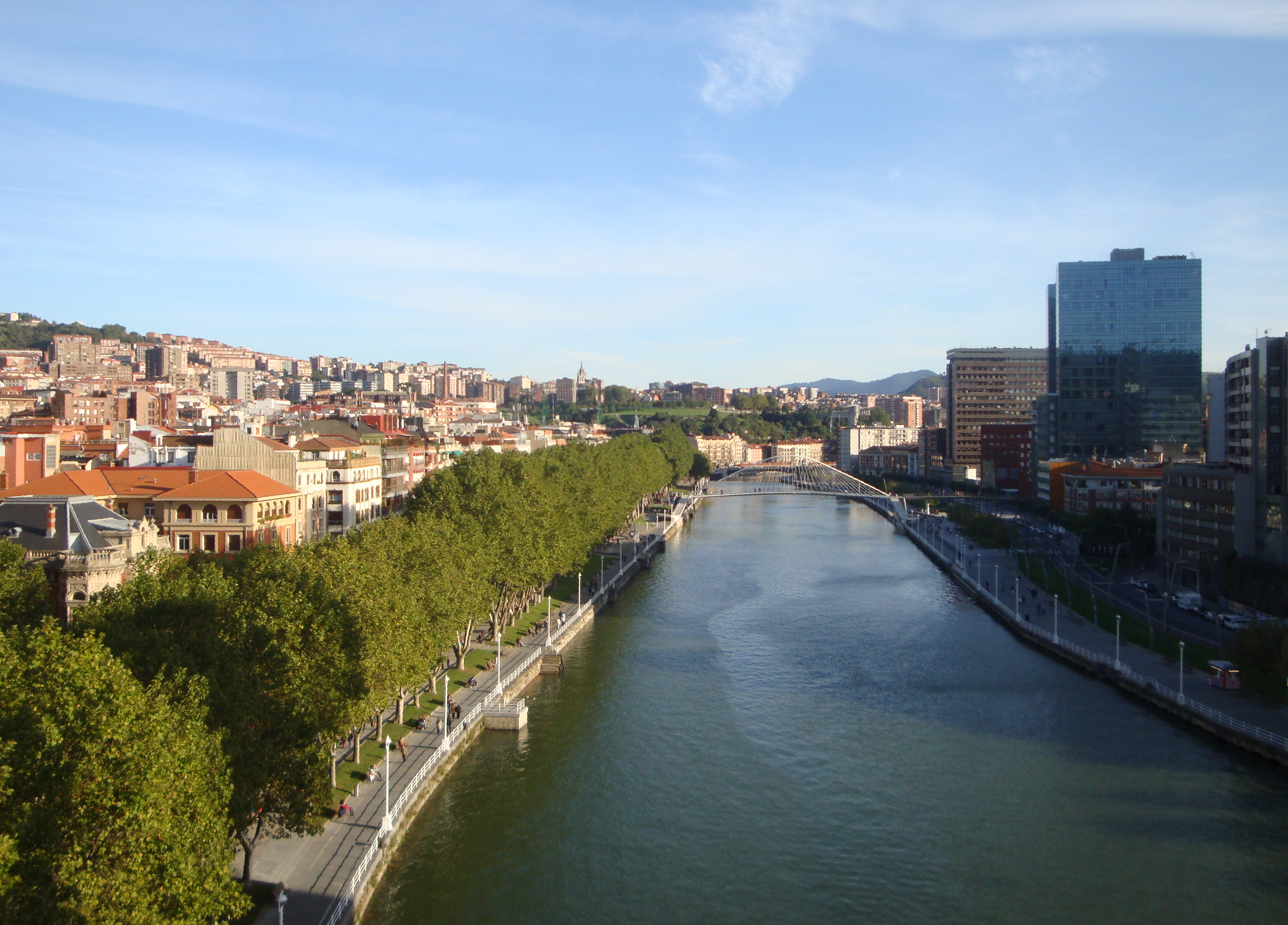
Ria de Bilbao.

A ria de Bilbau (também conhecida como ria do Nervión  ou do Ibaizábal) é a desembocadura que forma o sistema dos rios Nervión e Ibaizábal, bem como os seus últimos afluentes, na sua chegada ao golfo da Biscaia. Atravessa Bilbau, dividindo a cidade em duas: à direita, o Casco Viejo ou  Siete Calles ("Sete Rúas") e, à esquerda, o Ensanche.
Passando Bilbau, prolonga-se 23 km até à sua desembocadura no mar, entre os municípios de Getxo e Portugalete.

## Hidrologia
As águas do rio Nervión—Ibaizábal formam uma ria ao chegarem ao nível do mar, em Bilbau, até a altura do bairro bilbainho de La Peña.
Os afluentes que recebem a partir deste ponto também adotam a forma de pequenas rias ao desembocarem. São:
- arroio de Bolintxu.
- rio Cadagua, que recebe os subafluentes:
  - pântano e rio Ordunte.
  - rio Herrerias.
  - rio Llanteno-Ibalzibar.
  - rio Arceniega.
  - rio Artxola.
  - arroio Otxaran.
  - arroio Ganekogorta.
  - arroio Nocedal.
  - arroio Azordoyaga.
- rio Asua, que recebe os subafluentes:
  - arroio de Derio.
  - arroio de Lujua.
- rio Galindo, que recebe os subafluentes:
  - rio Castaños.
  - arroio Ballonti.
- rio Gobelas, que recebe os subafluentes:
  - Eguzkitza.
  - Udondo.

## História
As histórias da atual capital biscainha e a da ria encontram-se fortemente ligadas: Bilbau nasceu onde a ria começava a ser navegável, e existia uma ponte que a cruzava. Os primeiros registros de população são de 1075, com um grupo de pescadores que se reuniam em torno da pequena igreja no território de Santurtzi. A partir de esse momento, começou um desenvolvimento vertiginoso de atividades comerciais marítimas ao longo da Idade Média, incluída a fundação da vila de Bilbau em 1300 e a de Portugalete em 1322. Nos séculos seguintes, o porto consolidou-se como o mais importante centro comercial do Senhorio de Biscaia.

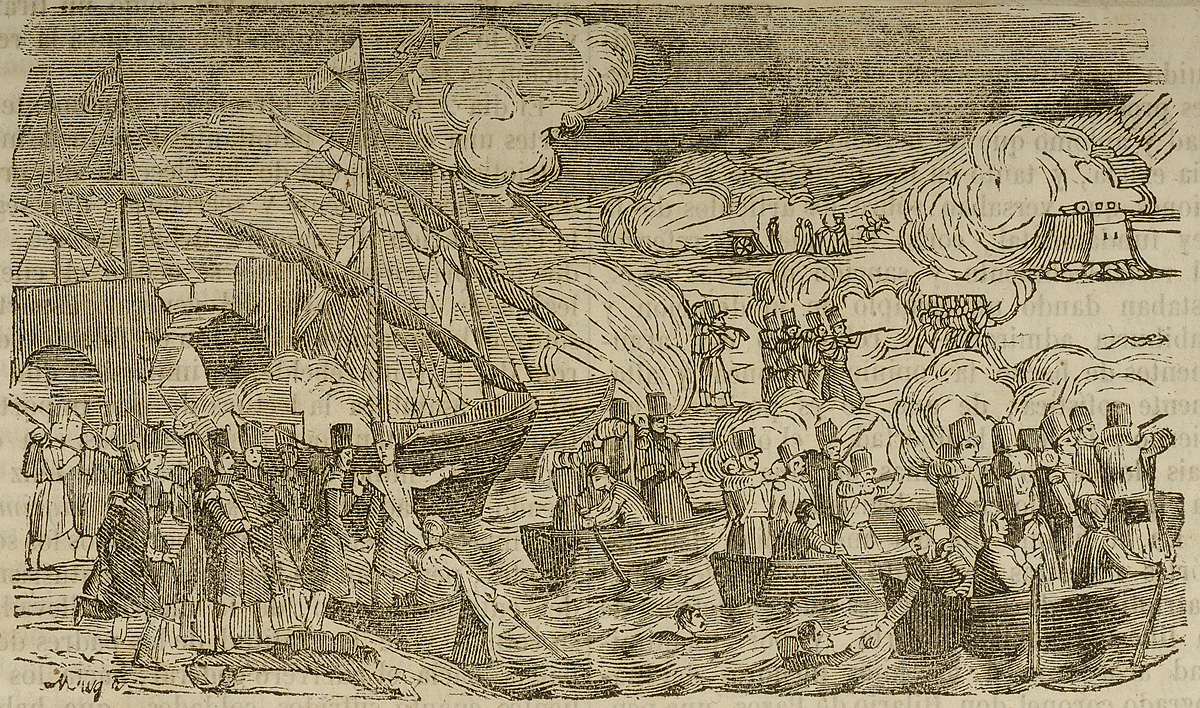
Batalha de Luchana durante a Primeira Guerra Carlista, entre os municípios de Bilbau e Erandio.

No século XIX Bilbau ficou sem superfície para se expandir. Decidiu-se então edificar o Ensanche" da vila sobre a margem esquerda da ria, adicionando ao município a vizinha anteiglesia de Abando. Isto foi uma realidade em 1872, sob a supervisão do arquiteto Severino Achúcarro e os engenheiros Pablo de Alzola e Ernesto de Hoffmeyer. O desenvolvimento da indústria mineira nos próximos montes de Miribilla e de Triano favoreceu a indústria metalúrgica que se instalou na ria, o que significou um poderoso enriquecimento para a região.
Até meados do século XX, os despejos, tanto industriais como urbanos, eram arrojados indiscriminadamente às águas poluindo-as. A partir da década de 1980 foram-se implementando projetos de renovação e saneamento que, além de purificar as águas, embelezam as suas margens. O plano de saneamento conseguiu que a taxa de oxigenação seja atualmente de 60% .
A ria tornou-se o eixo do desenvolvimento urbanístico e turístico da cidade. A reordenação das zonas abandonadas após a reconversão industrial, a construção nas suas margens de boa parte dos novos edifícios emblemáticos da vila e da urbanização e criação de passeios nas suas margens assim o testemunham.
Em junho de 2006 declarou-se oficialmente que a 22 de junho seja comemorado, com caráter local e anual, como o "Itsadarra Eguna, Dia da Ria".

## As margens

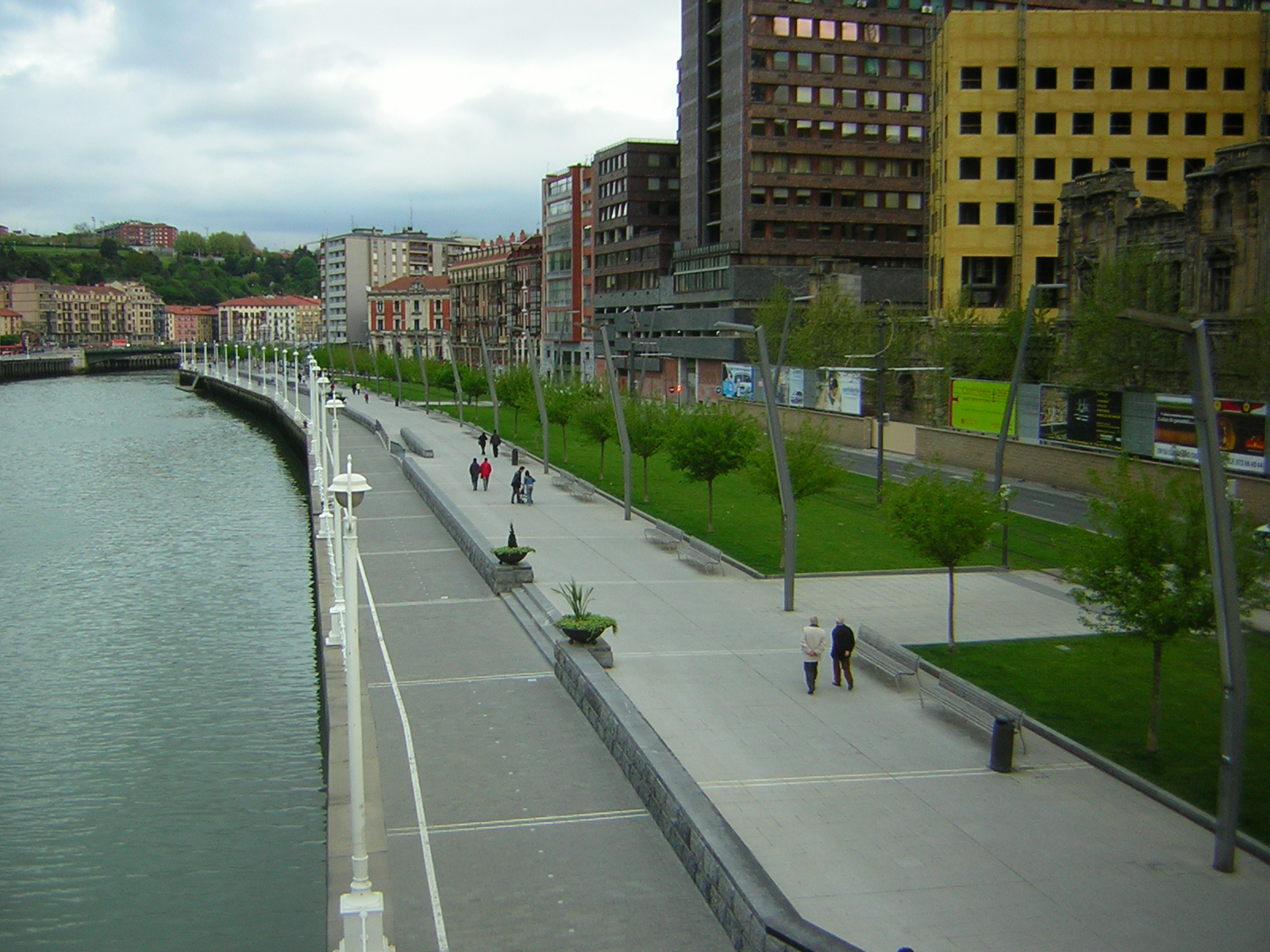
Passeio de Uribitarte (Bilbau).

Antigamente, as margens esquerda e direita do curso inferior da ria, nas cercanias de Bilbau, eram opostas quanto às suas características sociais: a direita era residencial e a esquerda, industrial e obreira. Em Bilbau, a diferença reside em que enquanto a margem direita conserva o seu valor histórico, a esquerda, completamente renovada, tornou-se o centro econômico da cidade, com o seu epicentro na Gran Vía de Don Diego López de Haro e a Praça Moyúa. Ambas as margens experimentaram um desenvolvimento urbano importante.

### Margem direita

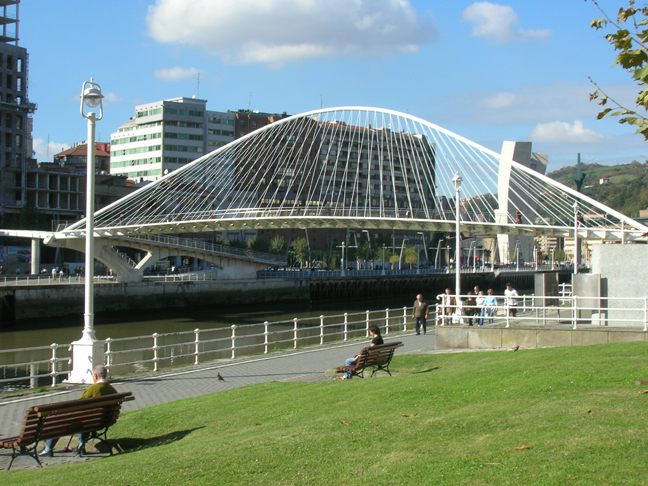
Zubizúri.

Em Bilbau podem se observar a torre da Catedral de Santiago e a igreja de Santo Antão, que se ergue ao pé da Ria. Mais adiante encontra-se o Mercado da Ribera, o Teatro Arriaga, o Município e o passeio do Campo de Volantín. O edifício da Universidade de Deusto ergue-se sobre a Avenida das Universidades.
Mais embaixo aparecem os municípios de Erandio e Leioa, que no percurso dos séculos XIX e XX foram perdendo parte do seu solo rural para alojar indústrias e habitações de operários.
Em Getxo, o bairro de Romo teve um similar caráter operário, enquanto nos de Neguri e Las Arenas podem apreciar-se as antigas mansões da burguesia basca.

### Margem esquerda
Na margem esquerda, dentro do município de Bilbau encontram-se Abando, Indautxu e Zorroza.
A estação de Santander, os passeios de Uribitarte e Abandoibarra são percursos pelo seu ecológico bonde elétrico e chegam ao Museu Guggenheim Bilbau, símbolo da nova era que atravessa a cidade. Mais adiante, o complexo comercial Zubiarte oferece compras, gastronomia da província e salas de cine. O Palácio Euskalduna depois, e luxuosos hotéis e parques. Finalmente, o Museu Marítimo Ria de Bilbau oferece exposições referentes ao passado da vila, ligado ao mar.
Mais a norte encontram-se os municípios de Barakaldo, Sestao e Portugalete e, na desembocadura, Santurtzi e Ciérvana.

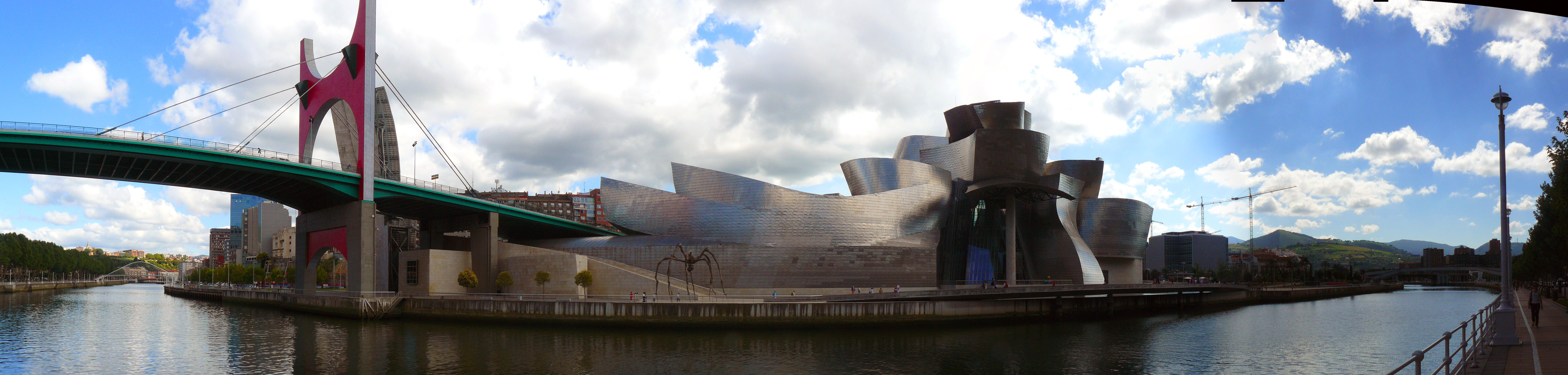
Panorâmica da margem esquerda, com o Museu Guggenheim no centro.

## Inundações
A situação da vila de Bilbau, num meandro do rio encaixado entre montanhas, converteu-a em vulnerável às numerosas crescidas que teve na sua história, sofrendo várias cheias.
A última importante ocorreu em agosto de 1983: o Nervión sofreu graves crescidas após fortes tormentas, com um caudal de 600 l por m².
Em 26 de agosto a ria transbordou-se.  A água atingiu três metros em alguns pontos de Basauri e até cinco em Bilbau. Mais de uma centena de municípios foram declarados "zona catastrófica" no País Basco, Cantábria, Navarra e Burgos; 34 pessoas perderam a vida por causa das cheias e cinco desapareceram. Também se estima que as perdas monetárias atingiram cerca de 50 milhões  de Euros em Bilbau.